# Diocèse de Guéckédou
Le diocèse de Guéckédou est un diocèse de l'Église catholique romaine de la république de Guinée,.

## Histoire
Le diocèse de Gueckédou est un diocèse de l'Église catholique en Guinée créé par le Pape François le 29 juin 2023. Il s'étend sur 35 476 km² couvrant les préfectures de Guéckédou, Kissidougou, Kérouané et Macenta. Il est limité au nord par le diocèse de Kankan, à l'ouest par le diocèse de Kenema (Sierra Leone), au sud par le diocèse de Gbarnga (Liberia) et à l'est par le diocèse de N'Zérékoré.
Il compte au total 62,509 chrétiens catholiques pour une population totale de 1 285 308 habitants; soit 4.9%. Il est géré par 30 prêtres diocésains soit un ratio de 2,083 fidèles par prêtre.
Le diocèse de Gueckédou est suffragant de l'archidiocèse catholique romain de Conakry. Il a pour siège la ville de Guéckédou et l'actuelle église paroissiale Notre Dame du Rosaire est l'église cathédrale de la nouvelle circonscription ecclésiastique.

## Liste des évêques
- depuis le 29 juin 2023 : Père Norbert Tamba Sandouno (précédemment administrateur de la paroisse Saint Philippe de Houidou)[3].